# 성냥갑 속의 여자
《성냥갑 속의 여자》는 1994년 7월 11일부터 이듬해 11월 26일까지 방영되었던 SBS 아침연속극이다.

## 기획 의도
마치 성냥갑 같은 아파트 속에서 각양각색의 삶을 살아가는 다양한 여성들의 모습을 통해 현대의 주부상, 여성의 삶의 방식와 의미 등을 옴니버스 형식으로 표현한 드라마
판이한 성격과 인생관을 가진 두 여자를 통해 진정한 사랑의 의미를 짚어보는 드라마

## 출연
- 이보희(오지영)
- 정애리(강세희) : 회사 운영, 동찬의 옛 애인
- 최상훈(서동찬) : 지영 남편
- 남주희(오지홍) : 세희 회사 직원
- 오대규(희준)
- 남성진(민우)
- 김인태(서극진)
- 김영옥(박 여사)
- 반효정(송 여사)

## 참고 사항
- 정하연 작가는 해당 작품에 앞서 1994년 7월 방송될 예정이었던 KBS 1TV <황토>의 집필자로 낙점되었지만[3] 주요 남녀배우 캐스팅 문제 등으로 무산됐다.
- 이보희, 정애리 등 왕년의 스타급 탤런트들을 대거 기용했지만 불륜이라는 소재가 70년대 히트영화 미워도 다시 한 번을 벗어나지 못한 데다가 스토리 전개 방식도 현실과 동떨어져 지나치게 작위적이란 비판을 받았다[4].